# Matama
Matama es un distrito del cantón de Limón, en la provincia de Limón, de Costa Rica.

## Historia
Matama fue creado el 10 de agosto de 1992 por medio de Decreto Ejecutivo 21515-G.

## Geografía
Matama cuenta con un área de 340,47 km² y una altitud media de 17 m s. n. m.

## Demografía
Para el año 2022, Matama cuenta con una población estimada de 12 473 habitantes, y para el último censo efectuado, en 2011, Matama contaba con una población de 7128 habitantes.

## Localidades
- Cabecera: Bomba
- Poblados: Aguas Zarcas, Asunción, Bananito Norte, Bearesem, Beverley, Calle Tranvía, Castillo Nuevo, Dondonia, Filadelfia Norte, Filadelfia Sur, Kent, María Luisa, Mountain Cow, Paraíso, Polonia, Quitaría, Río Banano, San Cecilio, Tigre, Trébol, Westfalia.

## Transporte

### Carreteras
Al distrito lo atraviesan las siguientes rutas nacionales de carretera:
- Ruta nacional 36
- Ruta nacional 241
- Ruta nacional 802